# Stadio Marco Lorenzon
Lo stadio Marco Lorenzon è un impianto sportivo di Rende (CS), il cui campo di gioco è in erba naturale.
Ha una capienza di circa 4.500 posti a sedere; inaugurato nel 1971, nel 1977 fu intitolato alla memoria di Marco Lorenzon, calciatore del Rende morto quell'anno in un incidente stradale.
Lo stadio ha tre tribune: la principale, divisa tra "Tribuna A", lungo il lato Ovest del rettangolo di gioco, costruita nel 1971, rialzata e sovrastante spogliatoi ed uffici, che ha la copertura e le poltroncine, impiantate successivamente e che ne hanno dimezzato la capienza, e altri due settori laterali scoperti, cioè la "Tribuna laterale Nord" e la "Tribuna laterale Sud"; una tribuna sul lato Est, "Tribuna B", costruita nel 1976 e che fiancheggia anch'essa il campo di gioco; una "Curva", sul lato Sud, costruita nel 1978.
Si presenta con 105 metri di lunghezza e 65 di larghezza. Nello stadio è presente l'impianto di illuminazione e quello di sicurezza tramite telecamere a circuito chiuso. Sorge a 205 metri sul livello del mare.

## Storia
L'odierno stadio Marco Lorenzon nasce nel 1971 nella parte nuova di Rende, in piena espansione edilizia; fino ad allora le squadre di Rende si erano adattate ai campi sportivi esistenti sul territorio, in particolare quello (oggi non più esistente) nei pressi del cimitero, alle porte del centro storico.
Lo stadio ha un campo di dimensioni regolamentari per i campionati professionistici.
Alle spalle della tribuna principale, lato Ovest, sono presenti un campo per gli allenamenti ed un'area parcheggio per addetti e tesserati che, in precedenza, ospitava due campi da tennis.
Nel 1976 viene realizzata la copertura della "Tribuna A" e viene costruita, lato Est su Via Ciro Menotti, la "Tribuna B", originariamente definita "Distinti" e presto destinata a diventare il covo della tifoseria più calda.
Nel 1978 viene costruita sul lato Sud, dietro una delle due porte sul campo di gioco, una gradinata rialzata rispetto al manto erboso, che viene chiamata "Curva".
Diversi anni dopo vengono costruite due tribune laterali lungo il lato Ovest, ai due lati della Tribuna A, ad essa attaccate e denominate Tribuna laterale Nord e Tribuna laterale Sud.
A fine anni Novanta vengono installate le poltroncine nel settore coperto, la Tribuna A, e la capienza della stessa viene dimezzata.
Allo stato attuale, da qualche anno e fino alla stagione sportiva 2022-2023 ma senza che vi sia stata soluzione (informazione da aggiornarsi eventualmente successivamente, qualora dovesse cambiare la situazione), l'impianto non è abilitato all'ingresso di pubblico per gare ufficiali, con obbligo di disputarle a porte chiuse per mancanza di adeguamenti strutturali alle norme FIGC.
Questa inusuale situazione ha più volte sollevato malumori nell'opinione pubblica.

## Incontri internazionali
Nel dicembre del 2007 allo stadio Marco Lorenzon l'Italia Under-19 ha disputato contro la Francia una partita di qualificazione all'europeo di categoria.
| Rende 12 dicembre 2007 | Italia | 0 – 1 | Francia | Stadio Marco Lorenzon |

## Partite celebri
1977
| Rende 1977, ore 15:00 CET | Rende | 0 – 4 | Atalanta | Stadio Marco Lorenzon |

Partita inaugurale allo stadio sotto la denominazione di “Stadio Marco Lorenzon di Rende"
| Rende 1978 | Rende | 2 – 0 | Vittoria | Stadio Marco Lorenzon |

Partita che decise la promozione in C1
1979
| Rende 1979 | Rende | 0 – 0 | Cosenza | Stadio Marco Lorenzon |

Primo Derby con il Cosenza
| Rende 1979 | Rende | 1 – 0 | Empoli | Stadio Marco Lorenzon |

Prima vittoria in C1 dei Bianco-Rossi
1982
| Rende 1982 | Rende | 2 – 1 | Salernitana | Stadio Marco Lorenzon |

1985
| Rende 1985 | Rende | 2 – 0 [Vittoria a tavolino referto] | Reggina | Stadio Marco Lorenzon |

Prima vittoria in un Derby contro la Reggina
2003
| Rende 2003 | Rende | 2 – 2 | Siracusa | Stadio Marco Lorenzon |

Partita che sancì il ritorno in C2 dei Bianco-Rossi dopo 17 anni
2005
| Rende 2005 | Rende | 7 – 1 | Taranto | Stadio Marco Lorenzon |

| Rende 2005 | Rende | 6 – 0 | Vittoria | Stadio Marco Lorenzon |

2006
| Rende 2006 | Rende | 1 – 0 | Gallipoli | Stadio Marco Lorenzon |

| Rende 2006 | Rende | 1 – 0 | Taranto | Stadio Marco Lorenzon |

Partita che permise ai Bianco-Rossi di accedere alla Finale Play-Off per la promozione in C1
| Rende 2006 | Rende | 1 – 0 | Pro Vasto | Stadio Marco Lorenzon |

2008
| Rende 2008 | Rende | 1 – 6 | Reggina | Stadio Marco Lorenzon |

2017
| Arbitro: | Vincenzo Valiante (Salerno) |

|               |           |  |
| Ricciardo 82’ | Marcatori |  |

## Settori
- Tribuna "A": 500 posti
- Tribuna Laterale Nord: 500 posti
- Tribuna Laterale Sud: 500 posti
- Tribuna "B": 1.500 pisti
- Curva Sud: 1.500 posti
- Copertura stadio: Tribuna "A"
- Fondo: erba
- Capienza totale: 4.500